# Avenue Bugeaud
Koordinaten: 48° 52′ N, 2° 17′ O
Die Avenue Bugeaud ist eine 542 Meter lange und 15 Meter breite Straße im Quartier de la Porte-Dauphine des 16. Arrondissements von Paris.

## Lage
Die Avenue beginnt bei Nummer 8 der Place Victor-Hugo und endet bei Nummer 77 der Avenue Foch.
An den beiden Enden gibt es je eine Metrostation, Porte Dauphine und Victor Hugo mit der Linie  . Ferner gibt es eine Bushaltestelle,  RATP 52.

## Namensursprung

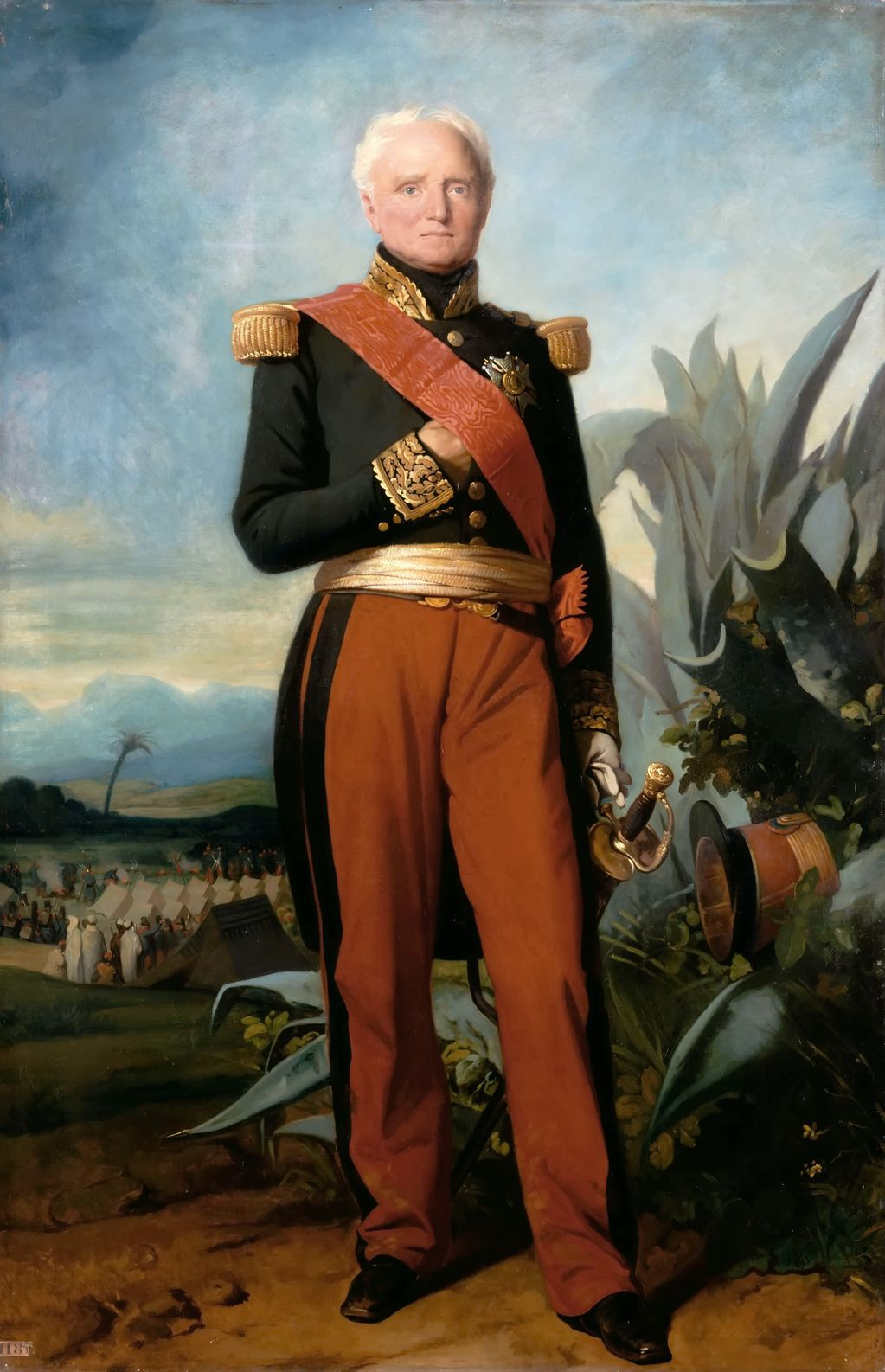
Thomas Robert Bugeaud

Die Avenue trägt den Namen von Thomas Robert Bugeaud (1784–1849). Er war Marschall von Frankreich und führte in den 1840er Jahren die Eroberung Algeriens an.

## Geschichte
Dieser Weg gehörte bis zur Eingemeindung nach Paris dieses Gebietes im Jahr 1860 zu den ehemaligen Gemeinden Passy und Neuilly und hatte den Namen Avenue Dauphine (bis 1864), weil sie in Richtung der inmitten auf der Place du Maréchal de Lattre de Tassigny befindlichen Porte Dauphine führt, die sich am westlichen Ende der Avenue Foch befindet.

## Sehenswürdigkeiten
- Nr. 1: Hier lebte der Schriftsteller und Politiker Henri Rochefort (1830–1913).[1]
- Nr. 11: Wohnung des Opernsängers Victor Maurel (1848–1923)[1]
- Nr. 34: Botschaft von Nicaragua in Frankreich
- Nr. 35: Wohnung des Komponisten Paul Misraki (1908–1998)
- Nr. 43: Zufahrt zum Luxushotel Saint James Paris
- Nr. 55: Wohnung der Schauspielerin Gabrielle Robinne (1886–1980)

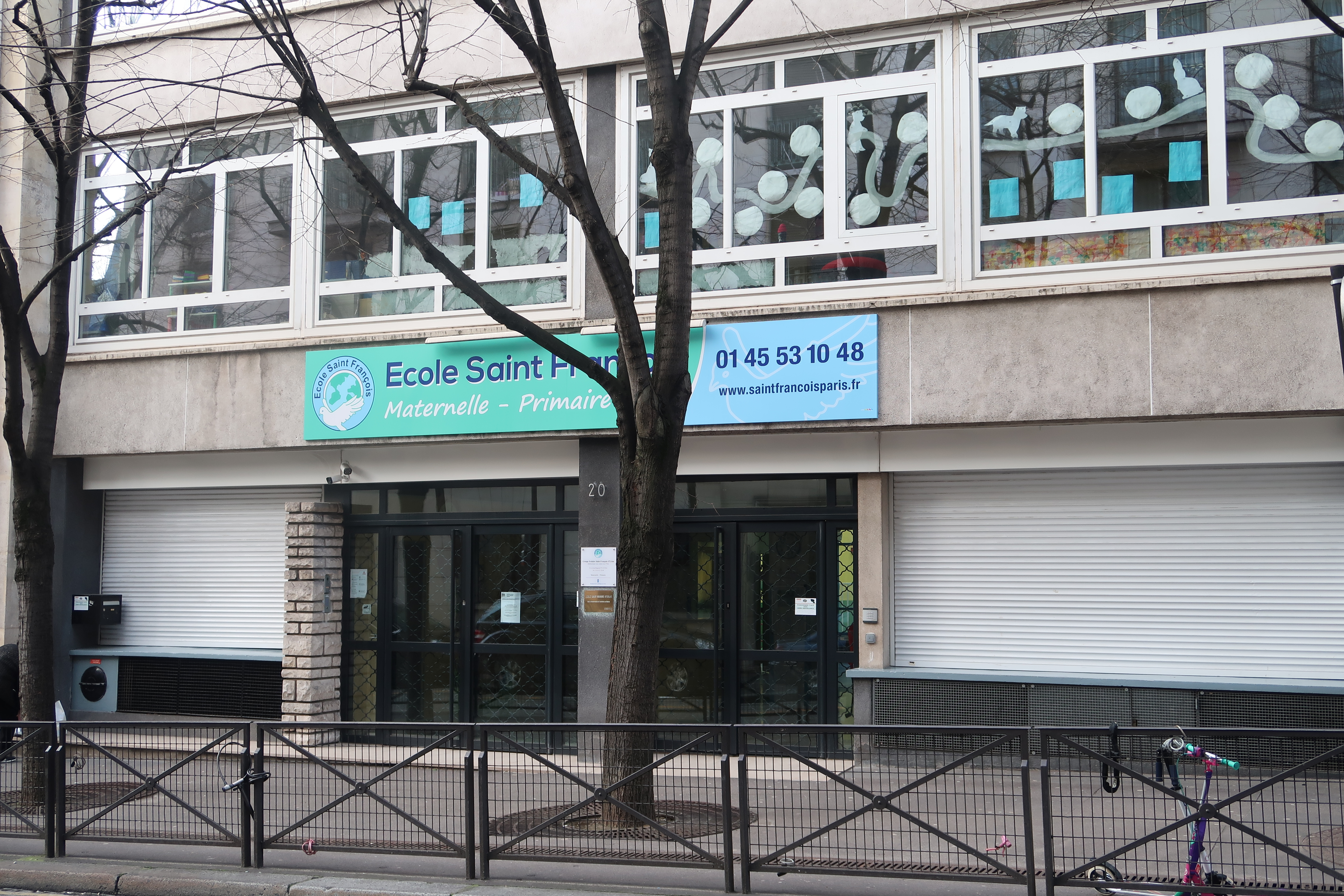
École Saint-François.
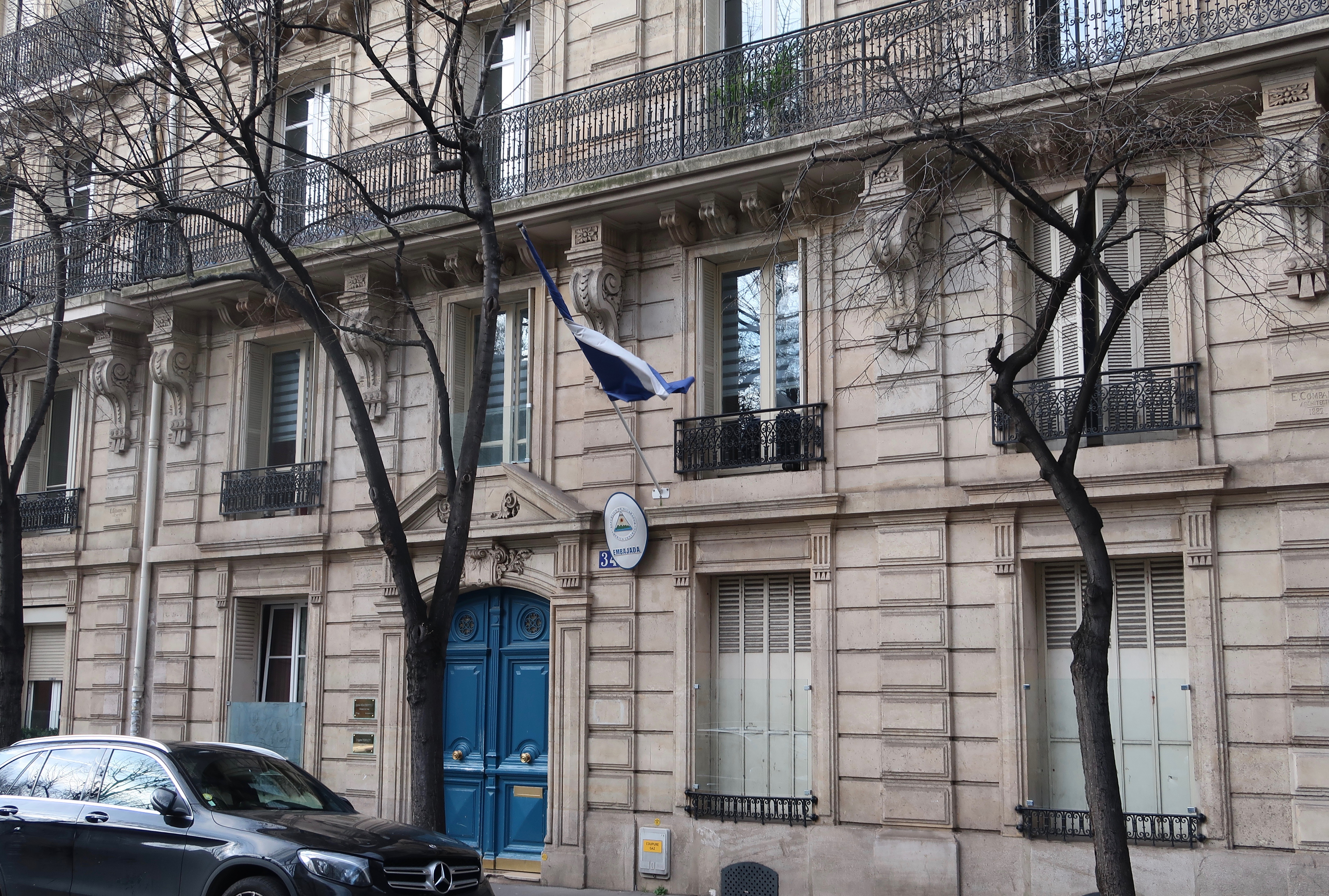
Botschaft von  Nicaragua
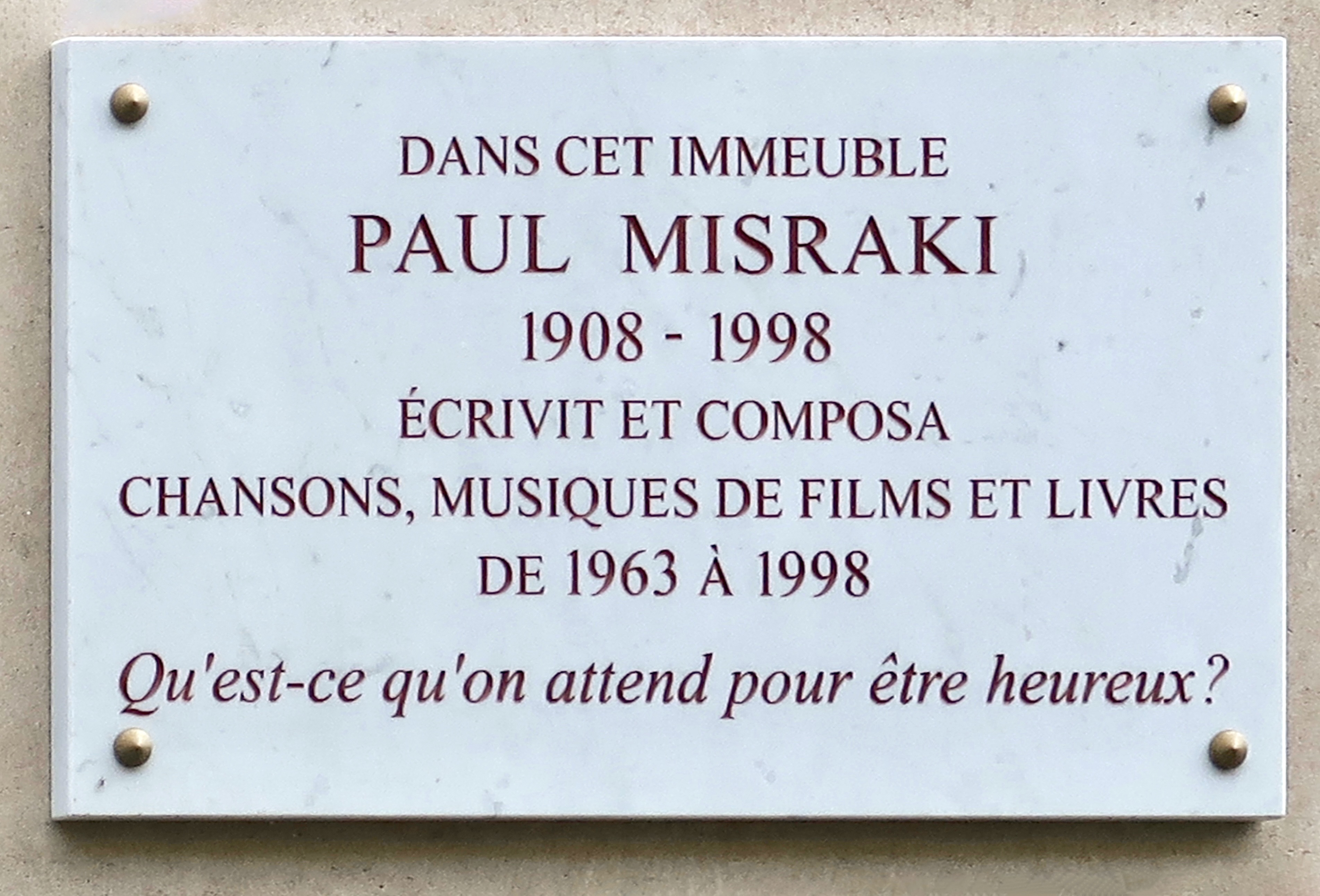
Gedenktafel an Nr. 35
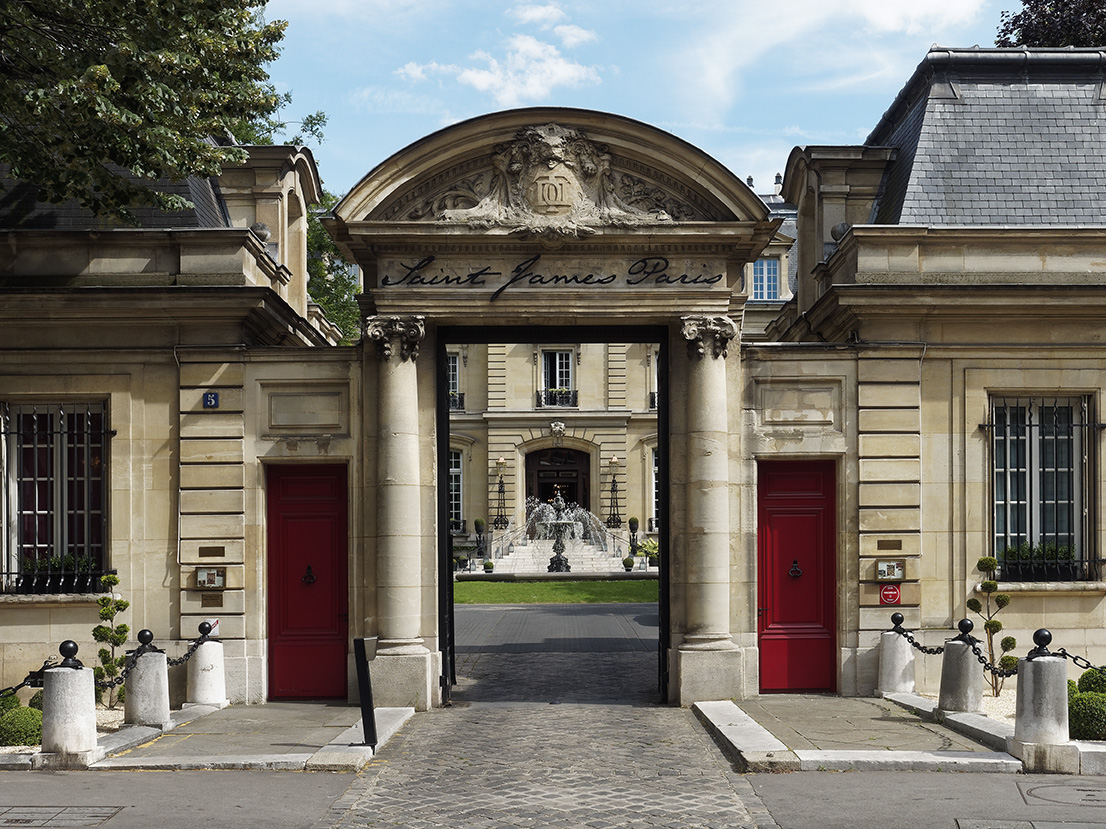
Eingang zum Hotel Saint James, Place du Chancelier-Adenauer